# Paltoga
Paltoga (rusky Палтога) je vesnice v západním Rusku. Leží na území Vytegorského rajónu ve Vologdské oblasti. V roce 2002 zde žilo 295 obyvatel. Paltoga vznikla v roce 2001 sloučením několika menších vesnic.